# 中国劳工观察
中国劳工观察（英語：China Labor Watch）是一个总部位于美国纽约的非营利性组织，由李强创办于2000年10月。中国劳工观察在美国的工作主要在于两个部份。一是对中国国营企业进行监督，透过媒体报道中国工人的示威案件，生活现状和工作条件，引起国际社会以及中国政府对中国工人情况的关注，从而影响中国政府相关劳工政策；二是与国际非政府组织合作，促使跨国公司向香港、台湾等在中国的供应工厂施加影响，使这些跨国公司的供应商的劳动条件能达到中国法律所要求的标准。同时中国劳工观察也支持和创办了位于中国的非政府劳工组织，对中国外资企业的工人进行法律培训、法律援助等。

## 相关干预
中国劳工观察经常对中国的情况进行直接干预。例如:
- 2001年：广东省一家伟易达工厂被解雇的工人在中国劳工观察的帮助下向法院提起诉讼后，他们才得到法律规定的失业福利[1]。
- 2002: 该组织通过发布一系列新闻稿，帮助辽宁省盘锦市的工人获得他们依法应得的赔偿。
- 2016年10月，该组织帮助17000名学生工从苹果公司供应商无锡绿点工厂（Green Point factory）拿回被拖欠的270多万元工资。2017年10月，捷普绿点（Jabil Green Point）和苹果公司给中国劳工观察发了一封邮件，称工资已经发放到工人们的手中[2]。
- 2021年4月30日，中国劳工观察发布了对印度尼西亚、阿尔及利亚、新加坡、约旦、巴基斯坦、塞尔维亚等国“一带一路”项目中国工人所做的调查报告，报告指出“一带一路”项目对输出海外的中国工人实施了强迫劳动等侵犯人权的行为，其具体方式包括：扣押劳工护照、以非工作类签证雇工的方式控制劳工、限制行动自由、超时工作、没有节假日、拖欠工资、欺骗性的招募行为和虚假承诺、和当地社区隔离、恐吓和威胁、工人如果想离职会被收取强制性的高额违约金、生病和受伤得不到医疗、恶劣的生活和工作环境、劳动保护和安全设备不足、无合理的申诉和维权机制、限制工人言论自由、惩罚带头抗议的工人等。[3][4]

## 资金来源
中国劳工观察接受国家民主基金会和国际劳工权利论坛的资金援助。2025年1月，特朗普下令停止大部分对外援助，中国劳工观察失去了大量资金支持。